# إيمانويل إيبوي
إيمانويل إيبوي (بالفرنسية: Emmanuel Eboué)‏، من مواليد 4 يونيو 1983 في أبيدجان في ساحل العاج، لاعب كرة قدم عاجي.
بدأ مسيرته الكروية مع نادي بيفيرن البلجيكي في عام 2002، ولعب معهم حتى عام 2005، وشارك معهم في 70 مباراة وسجل 4 أهداف، ومنذ عام 2005 وهو يلعب مع نادي آرسنال الإنجليزي وشارك في ارسنال 214 مباراة وكان أحد افراد الدفاع الاساسيين في ارسنال، وفي أغسطس 2011 انتقل ايبوي من ارسنال إلى جالطة سراي التركي مقابل 3,5 مليون يورو وحقق معه لقب الدوري التركي مرتين متتاليتين 2011-2012 و2012-2013 وكاس السوبر التركي على حساب فناربخشة عام 2012 .
و قد بدأ باللعب مع منتخب ساحل العاج لكرة القدم في عام 2004.

## روابط خارجية
- إيمانويل إيبوي على موقع الاتحاد الدولي (مؤرشف)  (الإنجليزية)
- إيمانويل إيبوي على موقع الاتحاد الأوربي (الإنجليزية)
- إيمانويل إيبوي على موقع اتحاد تركيا (لاعب) (الإنجليزية)
- إيمانويل إيبوي على موقع قاعدة بيانات كرة القدم.إي يو (الإنجليزية)
- إيمانويل إيبوي على موقع ليكيب (الفرنسية)
- إيمانويل إيبوي على موقع ناشيونال فوتبول تيمز (الإنجليزية)
- إيمانويل إيبوي على موقع Soccerbase.com (لاعب) (الإنجليزية)
- إيمانويل إيبوي على موقع Soccerway.com (الإنجليزية)
- إيمانويل إيبوي على موقع عالم كرة القدم.نت (الإنجليزية)
- إيمانويل إيبوي على موقع كووورة